# Società Sportiva Nola 1987-1988
Questa voce raccoglie le informazioni riguardanti la Società Sportiva Nola nelle competizioni ufficiali della stagione 1987-1988.

## Stagione
La stagione 1987-1988 del Nola è stata la terza stagione consecutiva in Serie C2: la squadra migliorò il decimo posto della stagione precedente, concludendo in ottava posizione. Da segnalare il cammino in Coppa Italia Serie C 1987-1988: in questa competizione vinse il proprio girone (eliminando Ischia e Campania, entrambe formazioni di C1) e superò il primo turno ad eliminazione diretta contro la Casertana (anch'essa militante in C1), finendo la sua corsa ai sedicesimi, eliminato ai rigori dal Campobasso.
A guidare i bianconeri fu Carlo Orlandi, coadiuvato da Tomistocle Tomaselli che svolse anche il ruolo di preparatore atletico.

## Divise e sponsor
| Casa | Trasferta | Terza divisa |

Il Nola disputò la stagione utilizzando la classica maglia a strisce bianconere, con pantaloncini bianchi e calzettoni bianchi. La seconda divisa prevedeva una maglia blu con bordini bianchi, mentre pantaloncini e calzettoni e erano bianchi; la terza divisa prevedeva una maglia bianca con la parte infeririore e laterale a destra rossa e nera, con motivo diagonale.
Sponsor tecnico era nr, mentre lo sponsor ufficiale era l'Hotel Sanremo.

## Organigramma societario
- Presidente Onorario: ing. Aniello Taurisano
- Presidente: Luigi Napolitano
- General Manager: Girolamo Guida
- Direttore Sportivo: Franco Napolitano
- Segretario: Salvatore Ruoppo
- Allenatore: Carlo Orlandi
- Allenatore in seconda: Temistocle Tomaselli
- Medico sportivo: Giuseppe Sasso e Gaetano Profeta
- Sede: Piazza Duomo, 80035, Nola (NA)

## Rosa
| N. |                      | Ruolo | Calciatore          |
| -- | -------------------- | ----- | ------------------- |
|    | Italia (bandiera)    | A     | Pasquale Angora     |
|    | Italia (bandiera)    | P     | Salvatore Boccieri  |
|    | Italia (bandiera)    | C     | Giovanni Canneva    |
|    | Italia (bandiera)    | D     | Francesco Carbone   |
|    | Argentina (bandiera) | C     | Osvaldo Dalla Buona |
|    | Italia (bandiera)    | C     | Sergio De Riggi     |
|    | Italia (bandiera)    | D     | Ercole Di Baia      |
|    | Italia (bandiera)    | A     | Tiziano D'Isidoro   |
|    | Italia (bandiera)    | A     | Claudio D'Onofrio   |
|    | Italia (bandiera)    | D     | Antonio Fabbiano    |
|    | Italia (bandiera)    | C     | Antonio Falanga     |

| N. |                   | Ruolo | Calciatore         |
| -- | ----------------- | ----- | ------------------ |
|    | Italia (bandiera) | P     | Enrico Gelotto     |
|    | Italia (bandiera) | D     | Giovanni Giuliano  |
|    | Italia (bandiera) | D     | Vincenzo La Manna  |
|    | Italia (bandiera) | D     | Vincenzo Lanzaro   |
|    | Italia (bandiera) | D     | Alessandro Morello |
|    | Italia (bandiera) | P     | Carlo Pagliarulo   |
|    | Italia (bandiera) | D     | Carlo Piccinno     |
|    | Italia (bandiera) | D     | Ciro Raimondo      |
|    | Italia (bandiera) | C     | Natale Rega        |
|    | Italia (bandiera) | A     | Marco Silvestri    |

## Risultati

### Serie C2

#### Girone di andata
| Arbitro: | Russo (Chieti) |

|                                   |           |                  |
| D'Isidoro 62’ (rig.) Piccinno 80’ | Marcatori | 16’ (rig.) Spica |

| Arbitro: | Roscignoli (Firenze) |

|  |           |                          |
|  | Marcatori | 40’ Fabbiano 74’ Falanga |

| Arbitro: | Salerno (Acireale) |

|              |           |  |
| D'Isidoro 8’ | Marcatori |  |

| Arbitro: | Lorusso (Milano) |

|              |           |            |
| Mordocco 15’ | Marcatori | 52’ Angora |

| Arbitro: | Graziano Cesari (Genova) |

|                      |           |               |
| Pecchi 12’ Somma 66’ | Marcatori | 56’ D'Isidoro |

| Arbitro: | Forte (Aosta) |

|                                |           |                 |
| Fabbiano 1’, 44’ D'Isidoro 55’ | Marcatori | 61’ Del Giudice |

| Arbitro: | Rivola (Roma) |

|           |           |  |
| Pitino 7’ | Marcatori |  |

| Arbitro: | Bettin (Padova) |

|  |           |                             |
|  | Marcatori | 19’, 81’ Marrazzo 34’ Russo |

| Arbitro: | Guida (Palermo) |

|                 |           |  |
| 4’, 75’ Collaro | Marcatori |  |

| Arbitro: | Mangiarini (Brescia) |

|                                          |           |            |
| Fabbiano 23’ Silvestri 60’ D'Onofrio 82’ | Marcatori | 89’ Lucidi |

| Arbitro: | Zucchini (Bologna) |

|                           |           |               |
| D'Isidoro 47’ Morello 47’ | Marcatori | 53’ Franchini |

| Arbitro: | Casiraghi (Seregno) |

|                                |           |              |
| Lo Mesto 48’ (rig.) Tabita 85’ | Marcatori | 51’ Fabbiano |

| Arbitro: | Cafaro (Grosseto) |

|                          |           |  |
| Fabbiano 32’, 62’ (rig.) | Marcatori |  |

| Arbitro: | Trinchieri (Roma) |

|                                      |           |               |
| Giorgio Carrera 45’ (rig.) Macrì 75’ | Marcatori | 54’ D'Isidoro |

| Arbitro: | Ravelli (Bergamo) |

|                                  |           |                            |
| Morello 42’ D'Isidoro 87’ (rig.) | Marcatori | 17’ Caesari 43’ Figliomeni |

| Arbitro: | Mughetti (Cesena) |

|           |           |               |
| Tanti 21’ | Marcatori | 47’ D'Isidoro |

| Arbitro: | Stilliti (Bergamo) |

|                                      |           |             |
| Morello 24’ D'Onofrio 32’ Angora 74’ | Marcatori | 60’ Fornari |

#### Girone di ritorno
| Arbitro: | Gazzecca (Mestre) |

|                                   |           |               |
| Manieri 8’ Torti 29’ Cancelli 82’ | Marcatori | 22’ Silvestri |

| Arbitro: | Introvigne (Conegliano Veneto) |

|                    |           |  |
| Salerno 82’ (aut.) | Marcatori |  |

| Castellammare di Stabia 7 febbraio 1988 20ª giornata | Juventus Stabia     | 0 – 0 | Nola | Stadio Romeo Menti (2 000 spett.)\| Arbitro: \| Di Pilato (Bergamo) \| |
| Arbitro:                                             | Di Pilato (Bergamo) |       |      |                                                                        |

| Arbitro: | Florio (Vasto) |

|                                        |           |              |
| Morello 60’ Piccinno 81’ D'Onofrio 90’ | Marcatori | 25’ Spinella |

| Nola 28 febbraio 1988 22ª giornata                                | Nola      | 3 – 0 | Cavese | Stadio Comunale Piazza d'Armi |
| \| \| \| \| \| Raimondo 27’ D'Isidoro 46’, 71’ \| Marcatori \| \| |           |       |        |                               |
|                                                                   |           |       |        |                               |
| Raimondo 27’ D'Isidoro 46’, 71’                                   | Marcatori |       |        |                               |

| Arbitro: | Mangerini (Brescia) |

|                         |           |             |
| Marino 18’ Mozzetti 54’ | Marcatori | 51’ Di Baia |

| Arbitro: | Russo (Chieti) |

|                           |           |  |
| Piccinno 8’ D'Isidoro 86’ | Marcatori |  |

| Arbitro: | Pala (Alghero) |

|           |           |  |
| Conte 40’ | Marcatori |  |

| Arbitro: | Bortoli (Schio) |

|                                 |           |  |
| Alessandro Morello 9’, 31’, 69’ | Marcatori |  |

| Arbitro: | Scarcelli (Cosenza) |

|                                    |           |               |
| Lucidi 1’ Puntureri 50’ Ascoli 79’ | Marcatori | 54’ D'Isidoro |

| Arbitro: | Rossignoli (Firenze) |

|                |           |  |
| Capiluongo 78’ | Marcatori |  |

| Arbitro: | Rossignoli (Firenze) |

|              |           |            |
| D'Onofrio 1’ | Marcatori | 22’ Tabita |

| Arbitro: | Risetti (Voghera) |

|                                          |           |             |
| Ianniello 52’ Donnarumma 77’ Pivetta 88’ | Marcatori | 83’ Di Baia |

| Arbitro: | Lattuada (Seregno) |

|                        |           |                           |
| Alessandro Morello 27’ | Marcatori | 1’, 82’ Casale 54’ D'Este |

| Benevento 22 maggio 1988 32ª giornata                                                              | Benevento | 2 – 2                              | Nola | Stadio Santa Colomba |
| \| \| \| \| \| Baldassarri 47’ Sperandeo 72’ \| Marcatori \| 17’ Falanga 43’ Alessandro Morello \| |           |                                    |      |                      |
| |           |                                    |      |                      |
| Baldassarri 47’ Sperandeo 72’                                                                      | Marcatori | 17’ Falanga 43’ Alessandro Morello |      |                      |

| Arbitro: | Bortoli (Schio) |

|            |           |            |
| Angora 84’ | Marcatori | 30’ Fabris |

| Arbitro: | Mangerini (Brescia) |

|               |           |                        |
| Bonventre 81’ | Marcatori | 75’ Alessandro Morello |

### Coppa Italia Serie C

#### Fase a gironi - Girone R
| Arbitro: | Di Savino (Foggia) |

|                                        |           |  |
| D'Isidoro 27’ Raimondo 45’ Falanga 65’ | Marcatori |  |

| Arbitro: | Gagliano (Salerno) |

|                 |           |  |
| Angora 10’, 13’ | Marcatori |  |

| Arbitro: | Giuseppe Rosica (Roma) |

|                                                   |           |  |
| Salvatore Buoncammino 64’ (rig.) Ciro Bilardi 86’ | Marcatori |  |

| Arbitro: | Piana (Modena) |

|  |           |                   |
|  | Marcatori | 10’ (aut.) Caruso |

| Arbitro: | Scardia (Lecce) |

|                                 |                      |                    |
| Alberini 58’ Pasquale Luiso 76’ | Marcatori            | 69’, 72’ D'Isidoro |
|                                 | Tiri di rigore 6 – 5 |                    |

| Arbitro: | Copercini (Parma) |

|                          |           |  |
| D'Isidoro 16’ Angora 19’ | Marcatori |  |

#### Spareggio di accesso ai sedicesimi
| Nola 19 novembre 1987 6ª giornata            | Nola      | 1 – 0 | Casertana | Stadio Comunale Piazza d'Armi |
| \| \| \| \| \| Angora 64’ \| Marcatori \| \| |           |       |           |                               |
|                                              |           |       |           |                               |
| Angora 64’                                   | Marcatori |       |           |                               |

| Caserta 3 dicembre 1987 Ritorno | Casertana       | 0 – 0 | Nola | Stadio Alberto Pinto (230 spett.)\| Arbitro: \| Scardia (Lecce) \| |
| Arbitro:                        | Scardia (Lecce) |       |      |                                                                    |

#### Sedicesimi di finale
| Arbitro: | Telegrafo (Taranto) |

|                  |           |             |
| Di Baia 16’, 67’ | Marcatori | 65’ Mollica |

| Arbitro: | Griffo (Palermo) |

|               |                      |  |
| Sarracino 65’ | Marcatori            |  |
|               | Tiri di rigore 5 – 2 |  |

## Statistiche

### Statistiche di squadra
| Competizione         | Punti | In casa | In casa | In casa | In casa | In casa | In casa | In trasferta | In trasferta | In trasferta | In trasferta | In trasferta | In trasferta | Totale | Totale | Totale | Totale | Totale | Totale | DR  |
| Competizione         | Punti | G       | V       | N       | P       | Gf      | Gs      | G            | V            | N            | P            | Gf           | Gs           | G      | V      | N      | P      | Gf     | Gs     | DR  |
| -------------------- | ----- | ------- | ------- | ------- | ------- | ------- | ------- | ------------ | ------------ | ------------ | ------------ | ------------ | ------------ | ------ | ------ | ------ | ------ | ------ | ------ | --- |
| Serie C2             | 34    | 17      | 12      | 3       | 2       | 37      | 16      | 17           | 1            | 5            | 11           | 10           | 27           | 34     | 13     | 18     | 13     | 47     | 43     | +4  |
| Coppa Italia Serie C | -     | 5       | 5       | 0       | 0       | 10      | 1       | 5            | 1            | 2            | 2            | 3            | 5            | 10     | 6      | 2      | 2      | 13     | 6      | +7  |
| Totale               | -     | 22      | 17      | 3       | 2       | 47      | 17      | 22           | 2            | 7            | 13           | 13           | 32           | 44     | 19     | 20     | 15     | 60     | 49     | +11 |

| Giornata  | 1 | 2 | 3 | 4 | 5 | 6 | 7 | 8 | 9 | 10 | 11 | 12 | 13 | 14 | 15 | 16 | 17 | 18 | 19 | 20 | 21 | 22 | 23 | 24 | 25 | 26 | 27 | 28 | 29 | 30 | 31 | 32 | 33 | 34 |
| --------- | - | - | - | - | - | - | - | - | - | -- | -- | -- | -- | -- | -- | -- | -- | -- | -- | -- | -- | -- | -- | -- | -- | -- | -- | -- | -- | -- | -- | -- | -- | -- |
| Luogo     | C | T | C | T | T | C | T | C | T | C  | C  | T  | C  | T  | C  | T  | C  | T  | C  | T  | C  | C  | T  | C  | T  | C  | T  | T  | C  | T  | C  | T  | C  | T  |
| Risultato | V | V | V | N | P | V | P | P | P | V  | V  | P  | V  | P  | N  | N  | V  | P  | V  | N  | V  | V  | P  | V  | P  | V  | P  | P  | N  | P  | P  | N  | N  | N  |

Legenda:

Luogo: C = Casa; T = Trasferta. Risultato: V = Vittoria; N = Pareggio; P = Sconfitta.

### Statistiche dei giocatori
| Giocatore      | Serie C2 | Serie C2 | Serie C2    | Serie C2   | Coppa Italia Serie C | Coppa Italia Serie C | Coppa Italia Serie C | Coppa Italia Serie C | Totale   | Totale | Totale      | Totale     |
| Giocatore      | Presenze | Reti     | Ammonizioni | Espulsioni | Presenze             | Reti                 | Ammonizioni          | Espulsioni           | Presenze | Reti   | Ammonizioni | Espulsioni |
| -------------- | -------- | -------- | ----------- | ---------- | -------------------- | -------------------- | -------------------- | -------------------- | -------- | ------ | ----------- | ---------- |
| P. Angora      | 25       | 4        | ?           | 0          | 9                    | 4                    | ?                    | 0                    | 34       | 8      | ?           | 0          |
| G. Canneva     | 8        | 0        | ?           | 0          | 7                    | 0                    | ?                    | 0                    | 15       | 0      | ?           | 0          |
| F. Carbone     | 0        | 0        | 0           | 0          | 2                    | 0                    | ?                    | 0                    | 2        | 0      | 0+          | 0          |
| O. Dalla Buona | 32       | 0        | 1+          | 0          | 10                   | 0                    | 1+                   | 0                    | 42       | 0      | 2+          | 0          |
| S. De Riggi    | 5        | 0        | ?           | 0          | 5                    | 0                    | ?                    | 0                    | 10       | 0      | ?           | 0          |
| E. Di Baia     | 32       | 2        | ?           | 1          | 10                   | 2                    | 1+                   | 0                    | 42       | 4      | 1+          | 1          |
| T. D'Isidoro   | 31       | 11       | 1+          | 1          | 9                    | 4                    | 1+                   | 0                    | 40       | 15     | 2+          | 1          |
| C. D'Onofrio   | 33       | 4        | ?           | 0          | 8                    | 0                    | ?                    | 0                    | 41       | 4      | ?           | 0          |
| A. Fabbiano    | 29       | 7        | 1+          | 0          | 5                    | 0                    | ?                    | 0                    | 34       | 7      | 1+          | 0          |
| A. Falanga     | 32       | 2        | ?           | 1          | 9                    | 1                    | 2+                   | 0                    | 41       | 3      | 2+          | 1          |
| G. Giuliano    | 3        | 0        | ?           | 0          | 0                    | 0                    | 0                    | 0                    | 3        | 0      | 0+          | 0          |
| V. La Manna    | 32       | 0        | ?           | 0          | 10                   | 0                    | ?                    | 0                    | 42       | 0      | ?           | 0          |
| V. Lanzaro     | 5        | 0        | 1+          | 0          | 0                    | 0                    | 0                    | 0                    | 5        | 0      | 1+          | 0          |
| A. Morello     | 32       | 10       | ?           | 0          | 7                    | 0                    | 1+                   | 0                    | 39       | 10     | 1+          | 0          |
| C. Pagliarulo  | 34       | -42      | 1+          | 0          | 10                   | -6                   | 0                    | 0                    | 44       | -48    | 1+          | 0          |
| C. Piccinno    | 33       | 3        | 1+          | 0          | 10                   | 0                    | 1+                   | 0                    | 43       | 3      | 2+          | 0          |
| C. Raimondo    | 32       | 2        | 3+          | 0          | 10                   | 1                    | ?                    | 0                    | 42       | 3      | 3+          | 0          |
| N. Rega        | 19       | 0        | ?           | 0          | 7                    | 0                    | ?                    | 0                    | 26       | 0      | ?           | 0          |
| M. Silvestri   | 23       | 2        | ?           | 0          | 4                    | 0                    | ?                    | 0                    | 27       | 2      | ?           | 0          |